# Kościół św. Jana Chrzciciela w Płungianach
Kościół św. Jana Chrzciciela w Płungianach (lit. Plungės Šv. Jono Krikštytojo bažnyčia) – neoromańska świątynia rzymskokatolicka znajdująca się w Płungianach po lewej stronie rzeki Bobrungi przy ul. Witolda (Vytauto) 34.

## Historia
Historia budowy kościoła łacińskiego w Płungianach sięga XVI wieku. Na przełomie XVI i XVII wieku własną świątynię mieli w mieście kalwiniści. Kościół katolicki wraz ze szkołą parafialną wybudowano w 1617. Po III rozbiorze Rzeczypospolitej w mieście powstał kolejny drewniany kościół (1797). Z fundacji hrabiego Zubowa zbudowano również dzwonnicę (1850), a w 1858 kaplicę cmentarną. Dwuwieżowy kościół murowany został wzniesiony na planie krzyża łacińskiego według projektu Stefana Stulgińskiego (Steponasa Stulginskisa). Budowa trwała od 1902 do 1933. Świątynia została konsekrowana przez biskupa Justinasa Staugaitisa 24 września 1933. W latach 1938–1939 obok kościoła wzniesiono murowany dom parafialny. W 1945 proboszcza Povilasa Pukysa wywieziono na Syberię.
W 1908 na zachodnim skraju miasta zbudowano również drewnianą kaplicę Najświętszej Marii Panny z Lourdes (Švč. Mergelės Marijos Lurdo koplyčia). W latach 30. obok kaplicy powstała szkoła średnia założona przez o.o. kapucynów (po II wojnie światowej zamknięta).